# Robert Moser (Politiker)
Robert Moser (* 3. März 1922 in Saint-Imier; † 14. August 2005 in La Chaux-de-Fonds, reformiert, heimatberechtigt in Madretsch) war ein Schweizer Politiker (FDP).

## Biografie
Robert Moser kam am 3. März 1922 in Saint-Imier als Sohn des Uhrmachers Charles Emile Moser und der Marie Clara geborene Linder zur Welt. Moser belegte das Studium der Wirtschafts- und Handelswissenschaften an der Universität Neuenburg, das er 1945 mit dem Lizenziat abschloss.
In der Folge stand Robert Moser von 1946 bis 1968 der Schule des Kaufmännischen Verbands Schweiz als Direktor vor. Zudem fungierte er von 1946 bis 1968 als Sekretär, anschliessend von 1969 bis 1991 als Vizepräsident und zuletzt von 1991 bis 1993 als Präsident des Kaufmännischen Verbands Schweiz.
Daneben wirkte er als Präsident des Cercle du Sapin sowie als Verwaltungsrat der Neuenburger Caisse cantonale d’assurance populaire. Im Jahr 1977 beteiligte er sich aktiv an der Gründung des Internationalen Uhrenmuseums in La Chaux-de-Fonds.
Robert Moser heiratete im Jahr 1947 Violette Adelina, die Tochter des Gärtners Raoul Fauriat. Er verstarb am 14. August 2005 83-jährig in La Chaux-de-Fonds.

## Politische Ämter
Robert Moser, Mitglied der Freisinnig-Demokratischen Partei, wurde zu Beginn seiner politischen Karriere im Jahr 1952 in den Generalrat (Legislative) von La Chaux-de-Fonds gewählt, dem er bis 1968 angehörte. Im unmittelbaren Anschluss sass er bis 1987 im Stadtrat, in dem er die Finanz- und Erziehungsdirektion leitete. Dazu vertrat er seine Partei von 1953 bis 1985 im Neuenburger Grossrat.
Darüber hinaus nahm er für den Kanton in den Jahren 1975 bis 1979 Einsitz in den Nationalrat. Dort war er in der Eisenbahnkommission vertreten.